# Lijst van beelden in Reusel-De Mierden
Dit is een (onvolledige) chronologische lijst van beelden in Reusel-De Mierden. Onder een beeld wordt hier verstaan elk driedimensionaal kunstwerk in de openbare ruimte van de Nederlandse gemeente Reusel-De Mierden, waarbij beeld wordt gebruikt als verzamelbegrip voor sculpturen, standbeelden, installaties, gedenktekens en overige beeldhouwwerken.
Voor een volledig overzicht van de beschikbare afbeeldingen zie de categorie Beelden in Reusel-De Mierden op Wikimedia Commons.
| Geplaatst | Omschrijving                           | Kunstenaar                  | Straat                             | Plaats       | Materiaal     | Afbeelding                            |
| --------- | -------------------------------------- | --------------------------- | ---------------------------------- | ------------ | ------------- | ------------------------------------- |
| 1922?     | Sint-Johannes de Evangelist (relief)   |                             | Schoolstraat                       | Hooge Mierde |               | Johannes de Evangelist                |
| 1926      | Heilig Hartbeeld (Reusel)              | Jules Déchin                | Wilhelminalaan / Kerklaan          | Reusel       | brons         | Heilig Hartbeeld                      |
| 1971      | De Schèèper (de schaapherder)          | Tony Timmer-van de Vorst    | Korenbocht / Marialaan             | Reusel       | steen         | De Schèèper                           |
| 1980?     | Witheer (Norbertijner monnik)          | Frans Roijmans              | Lensheuvel                         | Reusel       | beton         | Witheer                               |
| 1983?     | Sint Franciscus Xaverius               | Toon Grassens               | Kloosterstraat / Lindenhof         | Lage Mierde  |               | Sint Franciscus Xaverius              |
| 1984      | (Drie kinderen)                        |                             | Sint Cornelisstraat                | Hooge Mierde | steen         |                                       |
| ca 1984   | Honderd jaar Fraters in Reusel         | Frans Roijmans              | Groeneweg                          | Reusel       |               | 100 jaar fraters                      |
| 1986      | Barmond                                | Harry Storms                | Dorpsplein                         | Lage Mierde  | brons         |                                       |
| 1993      | Fusie                                  | Frans Roymans               | Markt                              | Reusel       |               | Fusie : alle neuzen dezelfde richting |
| 2001      | Oorlogsmonument                        | Ger Stallenburg             | Kerkplein                          | Reusel       | rvs           |                                       |
| 2003      | Januskop                               | Ellen van Kroonenburg       | Burgemeester Willekenslaan         | Reusel       | beton         | Januskop                              |
| 2005      | De Levensboom / Fluisterboom           | Rene Donders                | Kerkplein                          | Reusel       | messing / rvs | De Levensboom                         |
| 2005      | Haasje Over                            | Leontine Sies               | Hooge Mierdseweg / Beekseweg       | Reusel       |               | Haasje Over                           |
| 2006      | sculptuur                              |                             | Turnhoutseweg / Beleven            | Reusel       | rvs           |                                       |
| 2013      | Op handen gedragen                     | Trudi van Loon-van Avendonk | Wilhelminalaan                     | Reusel       |               | Op handen gedragen                    |
| 2013      | De Kerkgangers anno 1648               | Lies Stokkermans-Laureijs   | Hoosemansstraat                    | Lage Mierde  |               | Kerkgangers anno 1648                 |
| 2014      | Monnikenwerk                           | Thea van Herpt              | Poppelsedijk                       | Hooge Mierde | kalksteen     | Monnikenwerk                          |
|           | Boom                                   | Frans Roijmans              | Kerkstraat (Deken van der Weepark) | Reusel       | beton         | Boom                                  |
|           | De contente mens                       | Frans Roijmans              | Myrthaplein                        | Hooge Mierde | brons         |                                       |
|           | De melkman                             | Frans Roijmans              | Myrthaplein                        | Hooge Mierde | brons         |                                       |
|           | Elegance                               | Frans Roijmans              | Kerkplein (gemeentehuis)           | Reusel       |               | Elegance                              |
|           | Gedenkteken museum                     |                             | Floreffestraat                     | Hooge Mierde | diverse       |                                       |
|           | Harmonische dans                       | Frans Roijmans              | Kerkstraat (Deken van der Weepark) | Reusel       | brons         | Harmonische dans                      |
|           | Kroon op je werk                       | Frans Roijmans              | Groeneweg3                         | Reusel       | brons         | Kroon op je werk                      |
|           | Mariabeeld (Virgo Potens)              |                             | Kerkplein                          | Reusel       |               | Mariabeeld                            |
|           | Oerkracht                              | Frans Roijmans              | Markt                              | Reusel       |               | Reusel De Stier Frans Roijmans        |
|           | (Bas-relief) (Treurende vrouwen)       |                             | Kerkplein (muur begraafplaats)     | Reusel       |               | Treurende vrouwen                     |
|           | St.Jozef?? (Voormalige St.Jozefschool) |                             | Wilhelminalaan                     | Reusel       |               | St.Jozef?                             |
|           | 4 Heemskinderen                        | Frans Roijmans              | Richelpad                          | Lage Mierde  | brons         | Vier heemskinderen                    |